# Kohoutek-Kometenmelodie
Kohoutek-Kometenmelodie è un singolo del gruppo musicale tedesco Kraftwerk, pubblicato nel dicembre 1973.

## Descrizione
Il singolo comprende due brani, versioni embrionali delle tracce Kometenmelodie e Kometenmelodie 2, presenti nel quarto album in studio del gruppo Autobahn.
Il titolo del singolo è in onore della cometa Kohoutek, definita "la cometa del secolo", comparsa nei cieli della Germania nel novembre del 1973 e che raggiunse il suo perielio nel dicembre dello stesso anno, periodo in cui è stato pubblicato il disco.

## Tracce
Testi e musiche di Ralf Hütter, Florian Schneider.
1. Kohoutek-Kometenmelodie (Version 1) – 4:08
2. Kohoutek-Kometenmelodie (Version 2) – 4:29

## Formazione
- Ralf Hütter – sintetizzatore, elettronica
- Florian Schneider – sintetizzatore, elettronica